# Rhynchospora pleiantha
Rhynchospora pleiantha là loài thực vật có hoa trong họ Cói. Loài này được (Kük.) Gale miêu tả khoa học đầu tiên năm 1944.